# Kemény Egon
Kemény Egon (Ferenc) (Bécs, 1905. október 13. – Budapest, 1969. július 23.) kétszeres Erkel Ferenc-díjas magyar zeneszerző.

## Élete
Kemény Egon neve és zenéje – a XX. századi közönség generációin át és a szakmai körökben egyaránt – fogalom volt, magas színvonalú művészetet garantáló márka.
Életét elsősorban a zeneszerzés töltötte be, közel négy évtizedes karrierje során szám szerint több mint háromszáz sikerrel előadott zeneművet alkotott.
Szülei: dr. Kemény Dezső orvos és dr. Kemény Dezsőné szül.: Smoglian Anna, testvérbátyja: dr. Kemény Albert fogszakorvos. Kisgyermekkorát a császárvárosban töltötte. Humánus szellemű, művelt, nagypolgári családi légkörben élt és nevelkedett Bécsben és Kassán.
Apja Bécsben végezte el az orvosi egyetemet (sub ausp. Regis promovált) majd ugyanitt évtizedeken át megbecsült sebész főorvos volt. 1910-ben – miután a bécsi Orvosi Egyetemen fogorvossá képeztette át magát – családjával szülőházába, Kassára költözött, magánrendelőt nyitott, és haláláig folytatta – köztiszteletben álló orvosként és polgárként – gyógyító élethivatását.
Kassán, a Fő-utcai Kemény-házban nevelkedett. Ötéves korától zeneszerzőnek készült.
Hatéves volt, már zeneszerzőnek készült, amikor apja – aki szabadidejében maga is szívesen zongorázott – felismerte Egon fia abszolút hallását, és támogatva irányította zene iránti nagyfokú érdeklődését.
Zenei képzést 1923-ig – zongora, hegedű, zeneelmélet, zeneszerzés – Rétháti Kövér Dezsőtől, a Kassai Városi Zeneiskola igazgatójától és Paulusz Ákostól kapott. Hangszerelést 12 éves korától tanult, ez a tehetsége és tudása is, hangszerismeretével együtt már első műveiben megmutatkozott.
A Kassai Főgimnázium tanulója volt. Szülei ragaszkodtak a magyar nyelvű érettségihez, ezért – az akkori helyzet miatt – magántanulóként Miskolcon, a Főgimnáziumban tette le az érettségi vizsgát.
1923-tól a szülői elvárásnak eleget téve a Bécsi Egyetem Orvosi Fakultásán orvosnak készült, négy szemesztert végzett el, kiváló vizsgaeredményekkel. 

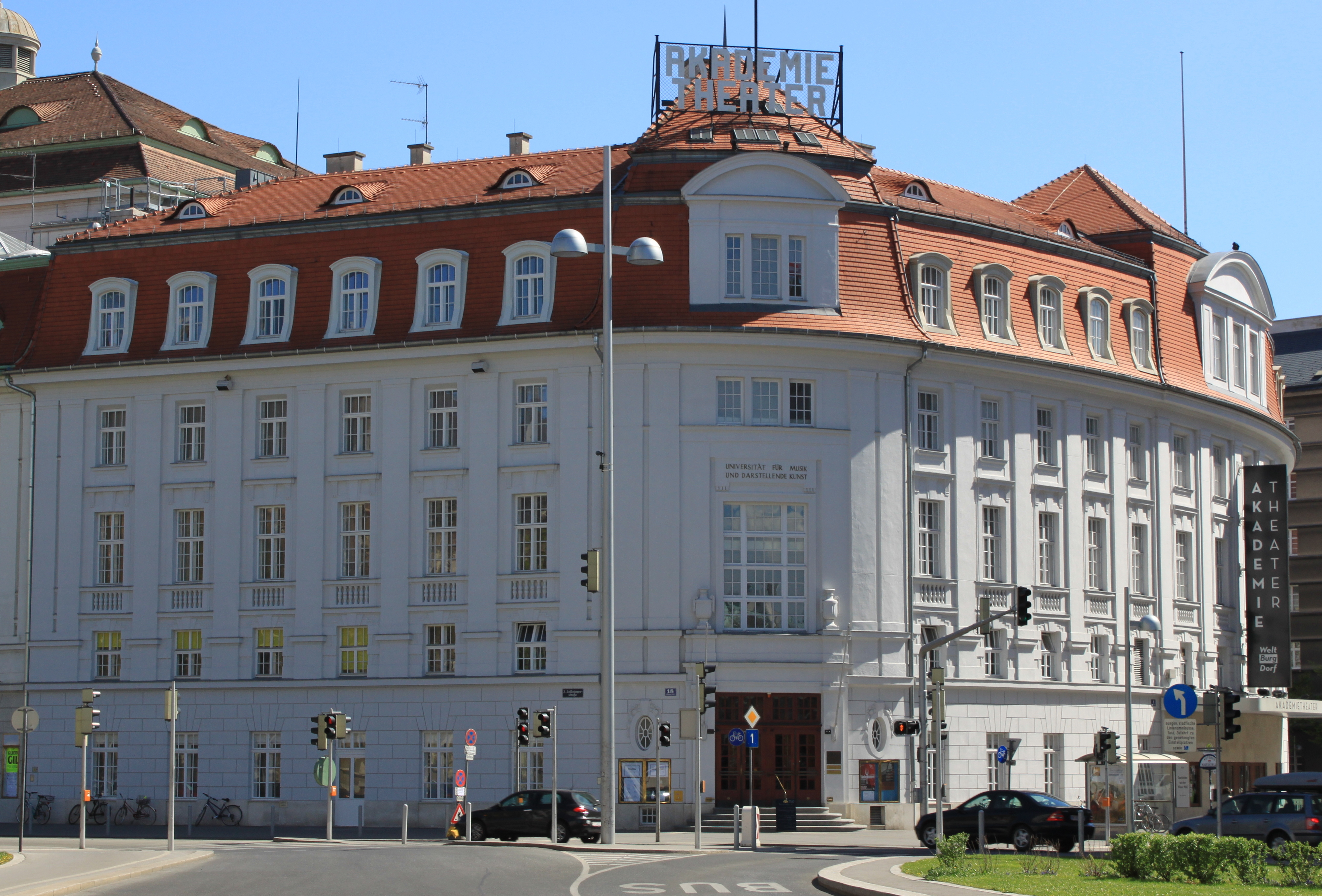
A Bécsi Zeneakadémia épülete napjainkban

Ezzel egy időben Franz Schmidtnél, a bécsi Zeneművészeti Főiskola, ma: Universität für Musik und darstellende Kunst Wien – tekintélyes és köztiszteletben álló igazgatójánál felvételi vizsgát tett, aki őt alapos felkészültsége és nagy tehetsége alapján azonnal a legfelső évfolyamra vette fel. Így lett tanára Franz Schmidt, aki végig vezette Kemény Egon tanulmányait.
A bécsi Zeneművészeti Főiskola (a "bécsi Akadémia") elvégzése után a Bécsi Állami Operaház (Wiener Staatsoper) felajánlott korrepetitori állását nem fogadta el.

Kassai estélyeken nagy sikerrel mutatta be műveit: „Andacht”, „Arie”, „Chanson d’Amour” (1926). Kiválóan zongorázott.

„Fiatal, alig 22 éves és már zeneszerző számba mehet. Több estély keretében lépett fel önálló munkáival és mindannyiszor úgy a komoly zenészköröket, mint a kritikusokat meglepte nagy képességével.
Nagyon erős, kiforrott tehetség, megfelelő rutinnal. Zenéje líra, végtelen kifinomodott líra.
Nagyon belülről fakad művészete. Átélt és átérzett valóságként olvadnak ki a zenéből témái, nem jajgatnak, nem tolakodnak, egyszerűen, minden póz nélkül siklanak a hallgatóba.
Régen elfelejtett szépségek, régen elhervadt szerelmek, elillant illatok ébrednek a billentyűkön, az ember érzi őket és fájnak.
Keménynek már sok szerzeménye van, valcerei, áriái, amelyek többé-kevésbé mind ezeket a mondatokat adják vissza.
Különösen erős dolgait az "Arie"-t, a "Chanson d' Amour"-t, az "Andacht"-ot több ízben adta elő Kassán, tomboló sikerrel.
(Kassai Zoltán, 1926. október; kiemelt részletek)”

1926-ban Kassáról Budapestre utazott le – egzisztenciáját és karrierjét itt építette fel. Budapesten élt és alkotott élete végéig. (Berlini évek: 1930 – 1933).
Rendkívüli tehetsége már első, Budapesten 1927-ben előadott műveiben érvényre jutott. Modern táncai kirobbanó sikereivel – jazz- és szalonzenekari kompozíciói – a magas zenei körökben is feltűnést és elismerést keltett.
Színházi és zenei karrierje a Fővárosi Operettszínházban (ma: Budapesti Operettszínház) kezdődött, amikor a 21 éves zeneszerzőt Szabolcs Ernő rendező korrepetitornak, Faludi Sándor igazgató másodkarmesternek kérte fel és szerződtette.
Kemény Egon 1928-ban az Operettszínház szerződtetett állandó karmestere lett és Kikelet ucca 3. címmel lekötötték első nagyoperettjét. Budapest után 1929 őszén a Kassai Nemzeti Színház is bemutatta.
A nagy gazdasági világválság idején elfogadta barátja, Ábrahám Pál felajánlott szerződését, és hívására – váratlanul megszakítva Budapesten induló karrierjét – Berlinbe költözött. 

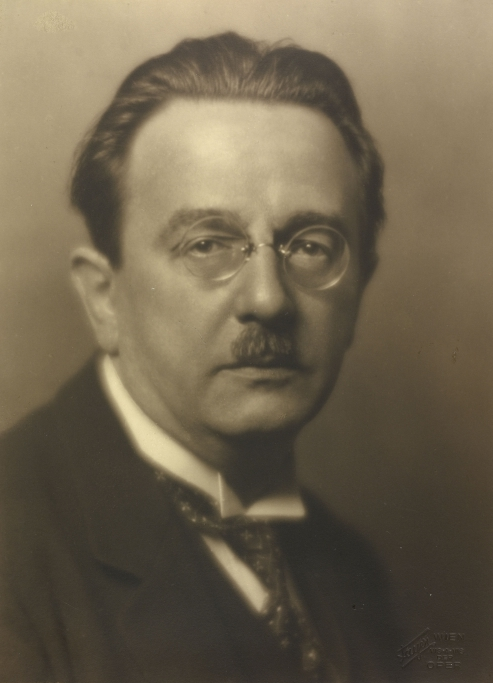
Prof. Franz Schmidt a Hochschule für Musik und darstellende Kunst Wien igazgatója majd rektora

Berlini évei alatt, 1930–1933 között Kemény Egon zeneszerzőként nem komponált saját művet. 25-28 évesen Berlinben zenekari hangszerelőként alkotott, karnagy (Kapellmeister) volt, valamint anyanyelvi szintű német nyelvtudásával és megbízható pontosságával titkári feladatokat is ellátott barátja és zeneszerző-, karmester kollégája, Ábrahám Pál nagyoperettjei és filmjei elkészítésében. A berlini magyar művészkolónia köréhez tartoztak.
1933-ban visszaköltözött Budapestre, mint a Rákóczi induló című reprezentatív magyar hangosfilm szerződtetett zenei vezetője. Újra saját kompozícióin dolgozott és ismét zeneszerzőként vált egyre ismertebbé.
Nagyoperettjeit – Kikelet ucca 3. / Kikelet utca 3. (1929), Fekete liliom (1946), Valahol Délen (1956) – a Fővárosi Operettszínház igazgatói (Faludi Sándor, Fényes Szabolcs, Gáspár Margit) rendelték meg. Mindhárom darab zenéje az operett műfajának megújítására törekvő különlegesség, a meglehetősen fordulatos szövegkönyvek tiszta erkölcsi értékeket képviselnek – itt, a mai Budapesti Operettszínházban nagyoperettjeit sztárszereposztással, revükoreográfiával, pompás jelmezekkel és díszlettekkel vitték színre.
Krisztina kisasszony című daljátékát (a rádióoperett színpadi változatát) a Miskolci Nemzeti Színház mutatta be (1961).
"Zenéjét szerzette: Kemény Egon" – többnyire ezzel a bemondással kezdődtek rádióműsorai, amely máig emlékezetes a rádióhallgatók idősebb generációi körében. A Magyar Rádió 1934-től hosszú évtizedeken át szinte naponta játszotta műveit. Új rádiós műfajok – az első rádiódaljáték (1937) és az első rádióoperett (1949) – zenéjének megkomponálásához is ő kapott felkérést.
Művei a nagyközönség minden rétegéhez szóltak, műfaji sokszínűségük is érték. Néhányat kiemelve a felnőtt korosztály részére komponált művei közül: történelmi daljátékai, nagyoperettjei, szimfonikus zenedarabjai, filmzenéje, dalai, sanzonjai valamint a gyermekkarok részére komponált dalciklusai továbbá az Oktatási Minisztérium felkérésére (1962) írt óvodás dalocskái fémjelzik életútja zenei sikereit.
Magas zenei kitüntetésben, Erkel Ferenc-díjban gyermekeknek komponált műveiért 1953-ban, a Hatvani diákjai című daljátékáért 1955-ben részesült.
Zeneművei túlnyomó többsége a Rózsavölgyi és Társa kiadónál jelent meg (1927-től).
1927-1947 között számos zeneszerző kollégája felkérését elfogadta: operettjeik és betétdalaik, filmjeik, zenekari hangszerelésével műveik népszerűségét segítette elő.
Dr. Huszka Jenővel munkálkodva tevékenyen hozzájárult a zeneszerzők és szövegírók szerzői érdekvédelméhez.
A 20. század jelentős magyar zeneszerzőinek egyike. Klasszikus műveltséggel és nagy zenetörténeti tudással is rendelkezett, közismert művész, komoly és szerény ember volt, finom eleganciája alkotásait is jellemezte. Műveiben ápolta a német és az osztrák zenei hagyományokat és megőrizte a magyar zene kincseit.
A magánéleti harmóniát élete utolsó harmadában, 1953-tól, második házasságában találta meg, feleségével és gyermekeivel családi boldogságban élt, haláláig, Budán, pasaréti otthonukban.
1969. július 23-án, Budapesten hunyt el. A Magyar Zeneművészek Szövetsége, amelynek alapító tagja volt, saját halottjának tekintette.

## Zenei pályaíve
Bécsi, klasszikus zenei végzettségével és tudásával Kemény Egon zeneszerzőként a könnyűzene felé fordult (1926), ez a zeneművészeti ág lett választott hivatása.
1927-ben aratta első nagy sikerét Budapesten (Kemény Egon – Harmath Imre: Honolulu, charleston). Modern tánc-slágereit (charleston, tangó, foxtrott, blues) kora híres előadói – Dénes Oszkár, Érczkövy László, Vig Miklós, Fekete Pál, Sebő Miklós, Szedő Miklós dr., Kalmár Pál, Weygand Tibor, Dr. Lantos Olivér, Rózsa Annie – énekelték, színpadon adták elő, gramofonlemezre vették, és mindegyik megjelent Rózsavölgyi és Bárd kottakiadványokban is.

„Harmath Imre túláradó lelkesedéssel talált rá a régóta keresett komponistájára.” […] „Nem mi mondjuk, hanem Harmath Imre írja, az Egon fiúnak dedikált fényképen: „Egon barátomnak, az új Jakobynak”
PRÁGAI MAGYAR HÍRLAP, 1927.12.18.”

Az „Alpesi falu”, a Rott Kis Kabaré, a Rott Komédia Kabaré és a Talkie beszélőfilm-kabaré voltak műveinek színhelyei.

„Nem csoda, ha a nagy mulatók sietve kötötték le a kassai muzsikus friss verésű táncszámait és Érczkövy László, Pest dédelgetett énekes és táncos komikusa, tíz hónapon át havonként két új Kemény-számot mutat be a magyar főváros kényes ízlésű közönségének. Rott Kis Komédiájában frenetikus ünnepléssel fogadják a „Malvin, ne húzza el a derekát” című bananas-leyt s hasonló sikere az osztályrésze a „Honolulu” charleston slágernek.
Kemény Egon ma a Rott-Színháznak legnépszerűbb háziszerzője.
Azonban már Bécs és Berlin is tudomást szerzett róla, s a híres bécsi Scala Verlag most adta ki 40.000 példányban két divatos dalát.
PRÁGAI MAGYAR HÍRLAP, 1927.12.18.”

„Leírhatatlan az öröm pesti zenei és színházi körökben. Kemény Egonban kiapadhatatlan melódiaforrást éreznek meg a legjobb szemű színházi rókák. Pár hét alatt rádió és gramofon kapja szárnyra a kassai fiút, aki Rózsavölgyiék próbatermének állandó vendége, az üzletvezető, Alberti előtt játssza az új slágereket s maga Harmath Imre énekli hozzá a szöveget. Egyszer Márkus Alfrédet is oda viszi a véletlen s ahogy hallgatja az újszerű, mégis fülbemászó melódiákat, meghatottan jelenti ki: 
— Nyugodtan halok meg, fiam, mert van utódom!
PRÁGAI MAGYAR HÍRLAP, 1929.02.22.”

Nagyoperettjeit a Fővárosi Operettszínház (ma: Budapesti Operettszínház) mutatta be.

„Kemény Egont fölkapják Pesten. Jön a „Kövessi-Vár”, a Newyork művészasztala, melynél disztaggá avatják, a Fővárosi Operettszínház […] egy rövid év leforgása alatt beltaggá fogadja. Harmath Imre egy szép napon kijelenti, hogy csak Kemény Egonnal akar ezentúl operettet írni s egy félév múlva kitűzik a „Kikelet-ucca 3“ c. első Harmath—Kemény-operett próbáit. A legjobb magyar operettegyüttes szívvel-lélekkel készül a sikerre, mert hogy az lesz a vége, senki nem kételkedik benne. 
Kemény Egon a színház dédelgetett kedvence, mert a hirtelen hírnév sem kapatja el.
PRÁGAI MAGYAR HÍRLAP, 1929.02.22.”

A "Kikelet ucca 3" (mai elnevezésén Kikelet utca 3.) című „pesti operette”–tel 1929-ben mutatkozott be. A női főszerepben Somogyi Erzsi, majd Eggerth Márta, Sarkadi Aladár, Kabos Gyula, Halmay Tibor játszott. A budapesti bemutató 1929. április 27-én volt, majd a nagyoperettet sikere után még ebben az évben, októberben a Kassai Nemzeti Színház vitte színre.
1946-ban tűzték műsorra a "Fekete liliom" című romantikus nagyoperettet, Fényes Szabolcs igazgató felkérésére, Karády Katalin, Latabár Kálmán, Nagy István, Gombaszögi Ella főszereplésével.
A "Valahol Délen" című nagyoperett bemutatója 1956 tavaszán Gáspár Margit színházigazgató idején volt, fő szerepekben Petress Zsuzsa, Mezey Mária, Sennyei Vera, Borvető János, Homm Pál, Rátonyi Róbert. 1957-ben Fényes Szabolcs igazgató felújította a darabot.
Kemény Egont művészkörökben Ábrahám Pál legjobb barátjaként is ismerték, hat és fél évig (1927–1933) volt zenei munkatársa Budapesten, Lipcsében és Berlinben. 1927-ben a Fővárosi Operettszínházban kezdődött közös szakmai munkájuk és barátságuk.
Első felkérésre készített hangszerelései: a "32-es baka vagyok én..." című, világsikert aratott induló Ábrahám Pál "Az utolsó Verebély lány" (1928) című operettjéből, a „Viktória” (1930) című operett valamint részben a „Zenebona” (1928) című jazz-operett.

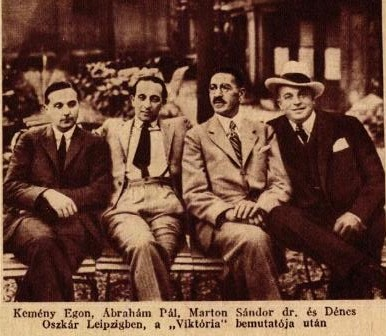
Kemény Egon, Ábrahám Pál, Marton Sándor és Dénes Oszkár, 1930 Lipcsében (Színházi Élet)

Ábrahám Pál felajánlott szerződését Kemény Egon elfogadta, 1930-1933-ban Berlinben éltek. Ez idő alatt születtek meg a "Viktória" német változata (1930), a "Hawaii rózsája" (1931) és a "Bál a Savoyban" (1932) című Ábrahám operettek, Kemény Egon nagyzenekari hangszerelésével, a partitúrák kéziratai is az ő munkái. A színházi próbákon karnagyként tevékenykedett. Részt vett továbbá azoknak a zenei feladatoknak az ellátásában is, amelyek az Ábrahám-operettek hangosfilm-változatainak ("Mesék az írógépről" (Die Privatsekretärin), "Viktoria und ihr Husar" stb.) elkészítésével kapcsolatban merültek fel.
Született bécsi, anyanyelvi szintű német nyelvtudása, megbízhatósága és pontossága is szerepet játszott a fenti sikerekben, titkári feladatokat is ellátott Ábrahám Pál legjobb barátjaként.

„Életre szóló barátság kötötte Ábrahám Pálhoz, akinek hangszerelője, barátja, tanácsadója, túlzás nélkül szólva: titkára volt. Erre több képessége is predesztinálta: nagy zenei tudása, hibátlan ízlése, a zenei kolorit alapos ismerete, szerénysége – és kongenialitása. Az Ábrahámmal való közös munka – a külföldön íródott Ábrahám-operettek majd mind Kemény Egon hangszerelésében láttak napvilágot – háttérbe szorította egyéniségét, alkotó kedvét, önálló produkcióit.
Gál György Sándor–Somogyi Vilmos: Operettek könyve”

1933-ban Berlinből Budapestre költözött mint a "Rákóczi induló" című reprezentatív magyar hangosfilm szerződtetett zenei vezetője.
Hazaszeretetéből fakadó művei közül a legnevezetesebbek: a négytételes "Magyar szvit" (1934), ami kedvelt műsorszáma volt az ország legnagyobb zenekarainak, a "Tisza" (1935) című szimfonikus költeménye és a "Délibáb" (1935) című nagyzenekari népdalegyvelege. Ezeket a zeneműveit a Rózsavölgyi és Társa cég felkérésére komponálta, azóta az egész világot bejárták.
1936-ban újrahangszerelte a "Rákóczi induló"-t szimfonikus zenekarra, ami szintén a Rózsavölgyi és Társa cégnél jelent meg.
1937–1948 között klasszikus és kortárs magyar – Csokonai Vitéz Mihály, Vajda János, Petőfi Sándor, Reviczky Gyula, Ady Endre, József Attila, Tóth Árpád, Áprily Lajos, Juhász Gyula, Kosztolányi Dezső és mások, valamint angol – Burns, Shakespeare, Blake, Poe és mások –, továbbá amerikai költők leghíresebb verseit zenésítette meg, szám szerint harmincnál többet, s e dalokkal – amiket az ország legkiválóbb énekesei is felvettek műsorukba – aratta akkor legnagyobb sikereit. (Kottakiadványokban megjelent: Rózsavölgyi és Társa és Bárd Zeneműkiadók)
1940–41-ben Bartók Béla, Dohnányi Ernő, Kodály Zoltán, Weiner Leo nagyzenekari műveit ültette át kiszenekarra, a Rózsavölgyi és Társa cég megbízásából.
- Bartók Béla: Dansa dell' orso (Medvetánc), Rid. per piccola orchestra di Egon Kemény, Milano (1950) Zerboni
- Bartók Béla: La sera nella campagne (Este a székelyeknél), Rid. per piccola orchestra di Egon Kemény, Milano (1950) Zerboni

Kemény Egon a gershwini szimfonikus könnyűzene magyarországi meghonosítója.
A Magyar Rádióval (Rádió Budapest I.) 1934-ben kezdődött kapcsolata, az intézmény évtizedeken át művei bemutatóinak egyik fő helyszíne lett. Zenedarabjait közel negyven éven át, haláláig számtalan rádióműsorban gyakran sugározták.
Első rádiós bemutatója  – 1934 –  a "Fantázia a ’Hullámzó Balaton tetején' című népdalból", nagyzenekari népdal-parafrázis volt. Az akkori műszaki lehetőségekkel stúdió-előadásban nagy sikerrel közvetítette a Rádió: az Operaház Zenekarát Zsolt Nándor, az Operaház karmestere vezényelte.
"Fűszer és csemege" címmel készült (1939) Kemény Egon zenéjével az a hangosfilm, amely közvetlenül bemutatója (1940) után új nézőszám-rekordot állított fel és óriási sikert aratott.  Főszerepben: Somlay Artur, Vízváry Mariska, Szörényi Éva és Jávor Pál. A film Csathó Kálmán nagy sikerű regényének filmes változata, ezt megelőzően a Vígszínház mutatta be.
Rádiótörténeti újdonságok – Magyar Rádió –, amelyek Kemény Egon műveiben jelentek meg elsőként:
- Az első rádió daljáték – „Schönbrunni orgonák” (1937) zeneszerzője
- Híres operaénekesnők és operaénekesek Kemény Egon műveiben énekeltek először 20. századi könnyűzenei műfajokban a Rádióban: dalait és sanzonjait (1940-től), operettjeiben (1949-től) és daljátékaiban (1955-től) – Anday Piroska, Ányos Irén, Báthy Anna, Basilides Mária, Gyurkovics Mária, Neményi Lili, Warga Lívia, Melis György, Simándy József, Székely Mihály, Rösler Endre, Koréh Endre és mások.
- Az első rádióoperett zeneszerzőjeként 1949. május 1-én hangzott fel a "Májusfa" című rádió-nagyoperett kompozíciója. Ez a zenemű rádiótörténeti jelentőséggel bír, új rádiós műfaj született, amely a Rádiószínház, majd a Rádió Dalszínháza bemutatóinak hosszú évtizedeken át tartó népszerűségét és közönségsikerét indította el.
- 1955-ben a "Hatvani diákjai" című daljátékában játszott először prózai szerepet is operaénekes: Simándy József. Ekkor mutatkozott be először a Rádióban énekes szerepben is a prózai színész Bessenyei Ferenc (Hatvani István professzor). Addig – és természetesen a művészek adottságai szerint gyakran később is – a zenés rádiófelvételeken egy-egy szerepet kettős szereposztással azaz az énekesi és prózai alakításokat szétválasztva vettek fel.

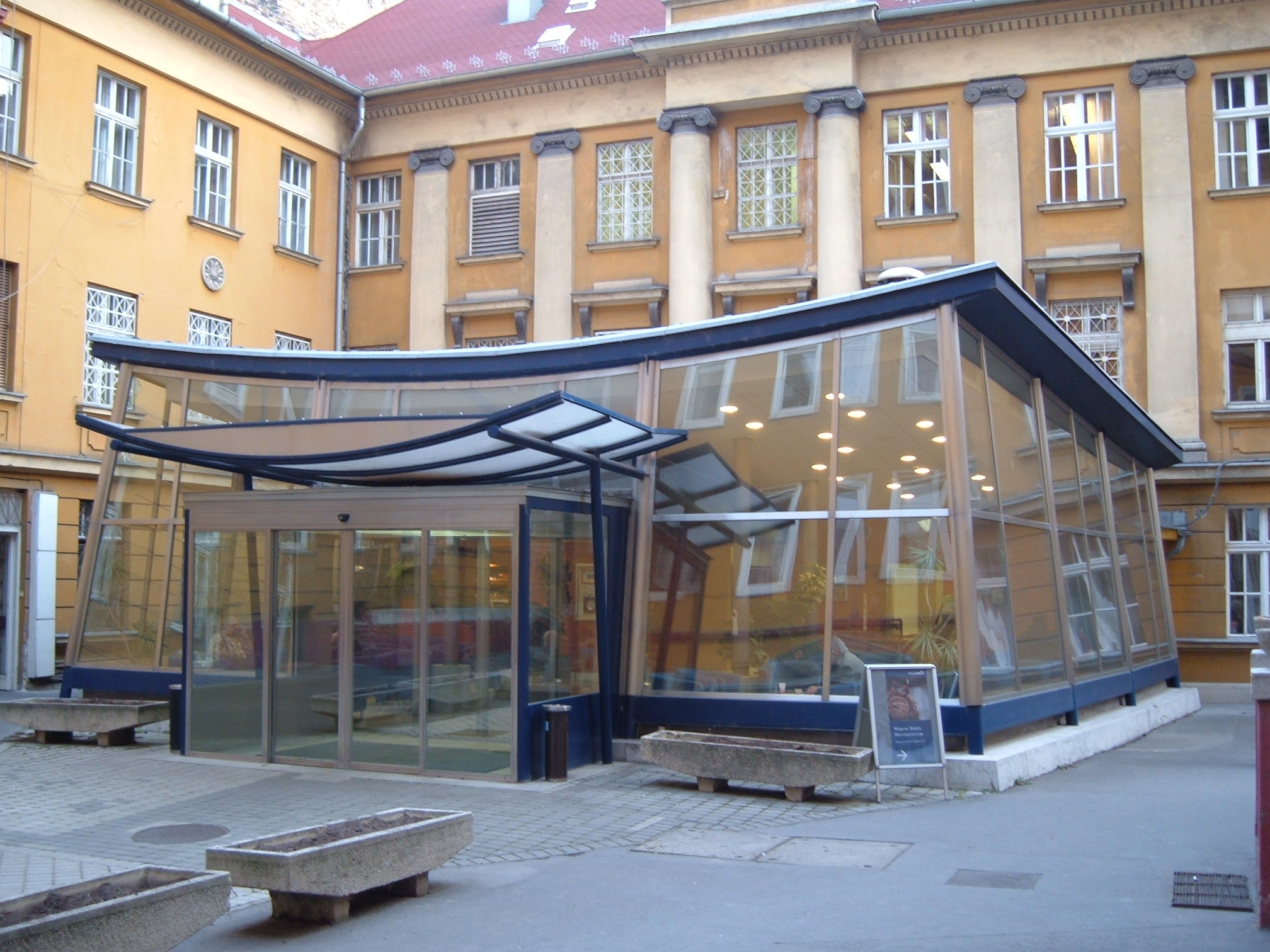
A Magyar Rádió a Pagodával

1946-ban a Magyar Rádióban saját műsort is szerkesztett és vezetett "Amit a város dalol" címmel, továbbá zenei összeállítások készítésével is megbízták, karmesterként, zongorakísérőként is foglalkoztatták, felvételek énekes próbáit vezette.
Műveiben a főszerepeket – ám gyakran kisebb szerepekben is – kora leghíresebb és legtehetségesebb művészei énekelték és játszották, a zenei együttesek és a darabok alkotói minden esetben kiváló zenei és színházi tekintélyek voltak.
Operettjeit, daljátékait, dalciklusait bemutatásuk után még évtizedekig ismételte a Magyar Rádió.
Saját sikerei mellett számos zeneszerző kollégája felkérését elfogadva meghangszerelte zeneműveiket (operettek, filmzene, dalbetétek). Hangszerelői tehetsége, zenei leleménye, hangszerismerete a maga idejében nemegyszer meglepő majd gyakran mások által is követett zenei újdonságként hatott. Alkotóerejét 1926-tól több, mint húsz esztendőn keresztül zeneszerző pályatársai dallamai kibontakoztatására, személyes sikerük elősegítésére is odaadóan rendelkezésükre bocsátotta.
A zene és pályatársai iránti elkötelezettsége egyéb területeken is megnyilvánult. Dr. Huszka Jenő mellett a XX. század első felében a szerzői jogok megerősítéséért tevékenykedett.
Alapító tagja volt a Magyar Zeneművészek Szövetségének.
A „Valahol Délen” 1957-ben kikerült a Szovjetunióba, ahol páratlan sikersorozatban vélhetőleg 1000 körüli előadásban került színpadra.
Kemény Egon volt az első könnyűzenét komponáló magyar zeneszerző, aki meghívást kapott a Szovjetunióba, éspedig a „Valahol Délen” bemutatói alkalmából, 1958-ban.
Műveiben gondosan ápolta az osztrák és a német zenei hagyományokat is, megőrizve a magyar zenei örökséget.
Rendkívüli tehetségű, nagy zenei tudású zeneszerző volt, a XX. századi könnyűzene egyik mestere. Tisztelet és szeretet övezte, a hírnevet és a sikert szerényen viselte.
Kemény Egon zenéje 1953-ban (gyermekkórusra komponált művei, dalciklusok) és 1955-ben ("Hatvani diákjai") Erkel Ferenc-díjat kapott.

## Fő művei

### Színpadi művek

#### Nagyoperettek
- Kemény Egon – Bródy István – Harmath Imre: „Kikelet ucca 3”. ("Kikelet utca 3.") Pesti operett 3 felvonásban, nagyoperett. Történik: 1929-ben. Színhely: Budapest, a Ferencvárosban (Franzstadt) és a Ligetben. Bemutató: Fővárosi Operettszínház (ma: Budapesti Operettszínház), 1929. április 27. Főszereplők: Somogyi Erzsi, Eggerth Márta, Fejes Teri, Kertész Dezső, Sarkadi Aladár, Halmay Tibor, Kabos Gyula, Szirmai Imre. Rendező: Szabolcs Ernő Karmester: Ábrahám Pál. Díszlet: Gara Zoltán. Ruhatervező: Váradi Tihamér. Jelmez: Berkovits Andor. A táncokat betanította: Rott Ferenc.

„Kikelet ucca 3
Kemény Egon muzsikája – Ábrahám Pál karmester – Kerpely Jenő csellószólói
Muzsikája szenzáció! Az új komponista, Kemény Egon csupa ötlet, invenció, frissesség, melódia. Ez a fiatal tehetség briliánsan megérezte, hogy mi kell a pesti ember fülének. (Részlet, Pesti Napló, 1929. IV. 26.)”

- Kemény Egon – Bródy István – Harmath Imre: „Kikelet ucca 3.” Bemutató a Kassai Nemzeti Színházban 1929. október 12. Fő szerepekben: Fülöp Sándor, Jeney János, Várady Pál, Farkas Pál, Szigethy Irén, Elek Ica, Kálmán Manci, Szántó Jenő, Némety Zoltán, Simon Marcsa. Rendező: Szántó Jenő. Karnagy: Fischer Károly. Díszlet: Ütő Endre. A nyitányt Kemény Egon vezényelte.
- Kemény Egon – Nóti Károly – Földes Imre – Halász Rudolf: „Fekete liliom”. Romantikus nagyoperett 3 felvonásban. Történik: a spanyol polgárháború idején. Színhely: egy spanyol grófi kastély, Párizs; egy tengerparti hotel. Bemutató: Fővárosi Operettszínház (ma: Budapesti Operettszínház) 1946. december 20. Főszereplők: Karády Katalin, Gombaszögi Ella, Fejes Teri, Somogyi Nusi, Latabár Kálmán, Nagy István, Gozmány György, Zentay Ferenc, id. Latabár Árpád, Pártos Gusztáv, Temessy Hédi, Zsolnay Hédi, Petress Zsuzsa. Rendező: Tihanyi Vilmos. Karnagy: Endre Emil. Díszlet: Bercsényi Tibor. Karády Katalin, Fejes Teri, Gombaszögi Ella ruhái a Szitanágay-szalonban készültek. Revükoreográfia: Rudas-fivérek.

„Fekete liliom
Különösen tetszett Kemény Egon szép és ragyogóan hangszerelt muzsikája. Ábrahám Pál legjobb barátja és állandó hangszerelője eddig csak egy saját művel jelentkezett a zenés színpadon, az 1929-ben bemutatott Kikelet utca 3 című darabjával. A Fekete liliom 18 évi szünet után született, és mindenki megállapította, milyen sajnálatos volt ez nagy kimaradás, hiszen Kemény Egon muzsikája lehári s kálmáni nívót képviselt, ugyanakkor magán viselte a modern zenei irányzatok stílusjegyeit.
Rátonyi Róbert: Operett I.-II.”

- Kemény Egon – Tabi László – Erdődy János: „Valahol Délen”. Nagyoperett 3 felvonásban Bemutató: Fővárosi Operettszínház (ma: Budapesti Operettszínház) 1956. március 30. Történik a második világháború utáni években. Színhely: Venezuela, Caracas. Főszereplők: Petress Zsuzsa, Mezey Mária, Sennyei Vera, Gaál Éva, Borvető János, Homm Pál, Rátonyi Róbert, Peti Sándor. Rendező: Dr. Székely György. Karmester: Bródy Tamás. Díszlet: Fülöp Zoltán Kossuth-díjas. Jelmez: Márk Tivadar Kossuth-díjas. Koreográfia: Roboz Ágnes.

„Valahol Délen
Bródy Tamás vezényelte Kemény Egon csodálatosan szép muzsikáját, vérforraló spanyol ritmusait, szép magyar dalait, melyeket Erdődy János verseire írt.
Rátonyi Róbert: Operett I.-II.”

„Gáspár Margit:
Azt hiszem, még a Valahol Délen-ről is kéne szólni. Az lényegében megint a Mezei Marinak volt a mennybemenetele; tragikus szerep volt, és nem is főszerep, de nagyszerű énekszámokkal, és ő nagyon szerette. Ez volt az utolsó szerep, amit nálunk játszott.
Fővárosi Operett Színház 1949-1956. Beszélgetés Gáspár Margittal Virágkor tövisekkel”

- Kemény Egon – Kardos György – Erdődy János: „Krisztina kisasszony”. A rádióoperett (zenés játék 2 részben) színpadi változata, daljáték 3 felvonásban. Történik: 1809-ben. Színhely: Győr. Bemutató: Miskolci Nemzeti Színház 1961. április 7. Igazgató: Jákó Pál. Krisztina kisasszony címszerepében: Komlóssy Teri . Rendezte: Orosz György. Karnagy: Virágh Elemér.

#### Bemutatók az Állami Déryné Színházban
- Kemény Egon – Machiavelli – Vidor Miklós átköltése: „Mandragora” avagy a maszlagról szóló játék. Komédia 3 felvonásban. Bemutató: Budapest, 1957. Fő szerepekben: F. Nagy Imre, Faragó Vera, Bodó György, Garay József, Csala Zsuzsa, Gonda György. Rendezte: Várady György. Díszlettervező: Rajky György. Jelmeztervező: Rimanóczy Yvonne.
- Kemény Egon – Tabi László – Erdődy János: „Valahol Délen”, a nagyoperett kamaraváltozata, Kemény Egon átdolgozása hét tagú zenekarra. Bemutató: 1962. március 24. Szekszárdon és környékén, 1962. április 20. Állami Déryné Színház, Budapest, sajtóbemutató. Fő szerepekben: Harmaczy József, Rónaszéky András, Papp Tibor, Erőd Pál, Sághy István, Czéh Gitta, Dévényi Cecilia, Szatmáry Olga. Rendezte: Csongrádi Mária. Karmester: Patay Kató. Díszlettervező: Sostarics Zsuzsa. Jelmeztervező: Rimanóczy Yvonne. Koreográfus: Rimóczy Viola.

„A Déryné Színház nagy sikerrel játszotta a „Valahol Délen”-t, a 100. jubileumi előadáson 1962. november 21-én Cseh Viktória és Juhász Pál előadásában.
Film-Színház-Muzsika”

#### Kisoperettek
- Kemény Egon – Nádassy László: „Éva és a férfiak” Bemutató: 1945. december 22. Royal Revü Varieté. Igazgató: Ehrenthal Teddy. Fő szerepekben: Kelemen Éva, Gozmány György, Rátonyi Róbert, Kardos Magda, Soltész Any, Antalffy József, Pártos Gusztáv. Közreműködött: Chappy (Orlay Jenő) 15 tagú szimfonikus jazz-zenekarával. Rendező: Szabolcs Ernő.
- Kemény Egon – Szenes Iván: „Kiigényelt szerelem” Bemutató: 1946. február 1. Royal Revü Varieté (Farsang 1946 – Konfetti), Igazgató: Ehrenthal Teddy. Fő szerepekben: Kardos Magda, Lugosi György, Kollár Lívia, Murányi Lili, Varga D. József, Dezsőffy László. Kisért: Chappy (Orlay Jenő) 15 tagú zenekara. Rendező: Szabolcs Ernő.

#### Zenés vígjáték
- Kemény Egon – Victorien Sardou – Békés István: „Párizsiak New Yorkban”. Bemutató: 1960. január 22. Miskolci Nemzeti Színház, Igazgató: Jákó Pál.
- Kemény Egon – Nóti Károly: „Nyitott ablak”. Bemutató: 1964, Szolnoki Szigligeti Színház

### Rádióoperettek és rádiódaljátékok – Magyar Rádió
- Kemény Egon – Mesterházi Lajos – Szász Péter – Romhányi József: „Májusfa” (1949. május 1.) Nagyoperett rádióra, az első rádióoperett. Szereplők: Fábry Edit (ének), Ferrari Violetta, Horváth Tivadar, Pándy Lajos, Darvas Iván, Kárpáti Zoltán, Rátonyi Róbert, Rafael Márta, Ruttkay Éva, Gera Zoltán. Rendező: Dr. Rácz György. A Fővárosi Operettszínház Zenekarát Majorossy Aladár vezényelte. A „Májusfa-keringőt” a rádiófelvételen (1950) Gyurkovics Mária énekelte, hatalmas, emlékezetes sikerrel.
- A „Májusfa” zenéje nagy sikert aratott, a rádióhallgatók kívánságára készült el az új rádiós műfajt teremtő darab szilveszter-éji folytatása, ”zenei ikertestvére”: Kemény Egon – Szász Péter – Romhányi József: „Talán a csillagok” (1949. december 31.) Rádióoperett. Szereplők: Gyurkovics Mária, Bán Klári, Gyenes Magda, Rátonyi Róbert, Hadics László. A Magyar Rádió Szimfonikus zenekarát Lehel György vezényelte. Dr. Rácz György.

„…Romhányi József nevét — az ötvenes évek elején már kezdte megismerni az ország. Pedig nem volt kikövezve előtte minden út. Kemény Egon, az oly korán örökre eltávozott, kitűnő zeneszerző mesélte egyszer, hogy nem sokkal a felszabadulás után, de amikor már teljes erővel működött a Magyar Rádió — bevitte a még ismeretlen és rendkívül fiatal Romhányi Józsefet a stúdióba, s bemutatta valaki illetékesnek: itt van ez a fiú, bravúrosan versel, nagyszerűen ért a muzsikához és a magyar prozódiához. Romhányi Józsefet persze nem fogadták egyszeriben tárt karokkal, még Kemény Egon ajánlására sem. Miután viszont letette az asztalra első dolgait, muzsikáló és szinte hibátlan rímelőkészségről tanúskodó, játékos léptű dalszövegeit — megtört a jég.
Nemsokára megkezdődött a rádió munkája új magyar operettekért, zenés játékokért, és Romhányi József versei meg szövegkönyvei ott voltak az úttörők között. Májusfa, Talán a csillagok... — rádióhallgatók több korosztálya emlékezik ezekre a címekre, arra például: hogyan énekelte Gyurkovics Mária a Hópehely-keringőt („Hópelyhek, hópelyhek, — csillámló jókedvet — hintsetek ... ”), Romhányi dalszövegeit Kemény Egon muzsikájára. Akik valamennyit is értettek ahhoz, amit ez a fiatalember csinált, tudhatták: nemesen azt viszi tovább a szövegírásban, amit Gábor Andor, Harsányi Zsolt, Harmath Imre, Szilágyi László művelt igen magas szinten…
Film Színház Muzsika, 1983.05.21. Részlet Dalos László írásából: Búcsú Romhányi Józseftől”

- Kemény Egon – Szász Péter – Raics István: „Szerencsés utazás”. Rádióoperett, félbemaradt szövegkönyv. 1950. A rádiófelvételeken operaénekesek szerepeltek: Gyurkovics Mária és Szabó Miklós. A Magyar Rádió Szimfonikus Zenekarát Lehel György vezényelte.
- Kemény Egon – Ignácz Rózsa – Soós László – Ambrózy Ágoston: „Hatvani diákjai”. Rádiódaljáték 2 részben. Bemutató: 1955. január 23. Kossuth-adó. Történik: 1780-ban. Színhely: a Debreceni Református Kollégium. Szereplők: Hatvani professzor – Bessenyei Ferenc, Kerekes Máté – Simándy József, női főszerepben: Petress Zsuzsa, további szereplők: Mezey Mária, Tompa Sándor, Sinkovits Imre, Zenthe Ferenc, Bende Zsolt, Horváth Tivadar, Kovács Károly, Kőváry Gyula, Hadics László, Gózon Gyula, Csákányi László, Dénes György és mások. Zenei rendező: Ruitner Sándor. Rendező: Molnár Mihály és Szécsi Ferenc. A Magyar Rádió (64 tagú) Szimfonikus Zenekarát Lehel György vezényelte, közreműködött a Földényi-kórus 40 tagú férfikara.

„„A zeneszerző hitelesen és erőteljesen tudta a kort és a helyet megfesteni, zenéje
valóban korabeli, kollégiumi hangulatot áraszt.”
„Ismét a jól ismert és általánosan kedvelt Kemény-muzsikát hallhatjuk, amely azonban
egyúttal őszinte magyarsággal is beszél, és így még közelebb tud férkőzni a zenekedvelő
és a zenével most ismerkedő új közönség szívéhez.”
„E helyt kell megemlékeznünk az előadókról, akik lelkesen vitték sikerre az új magyar művet.”
Tamássy Zdenkó Új Zenei Szemle (részletek), 1955”

- Kemény Egon – Gál György Sándor – Erdődy János: „Komáromi farsang”. Rádiódaljáték 2 részben. Bemutató: 1957. március 9. Kossuth-adó. Történik: 1798 Farsangján. Színhely: Komárom. Főszereplők: Csokonai Vitéz Mihály – Ilosfalvy Róbert és Zenthe Ferenc, Lilla – Házy Erzsébet és Korompai Vali. Szereplők: Deák Sándor, Gönczöl János, Molnár Miklós, Berky Lili, Bilicsi Tivadar, Szabó Ernő, Hlatky László, Fekete Pál, Lehoczky Éva, Kishegyi Árpád, Völcsey Rózsi, Gózon Gyula, Rózsahegyi Kálmán és mások. Zenei rendező: Ruitner Sándor. Rendező: László Endre. A Magyar Rádió Szimfonikus Zenekarát Lehel György vezényelte.

„A zene a két főhősnek, Csokonai – Ilosfalvy Róbert, Lilla – Házy Erzsébet, olyan hátteret biztosított hogy az komolyságban, drámai feszültségben az opera színvonalát közelítette meg.
Gál György Sándor – Somogyi Vilmos: Operettek könyve, Zeneműkiadó, 1976”

- Kemény Egon – Erdődy János: „Krisztina kisasszony”. Rádióoperett 2 részben. Bemutató: 1959. augusztus 22. Kossuth adó. Történik: 1809-ben. Színhely: Győr. Főszereplő: Krisztina kisasszony: Petress Zsuzsa. Szereplők: Kövecses Béla, Bitskey Tibor, Gyenes Magda, Bilicsi Tivadar, Rátonyi Róbert, Ungvári László, Gonda György, Somogyi Nusi, Dajbukát Ilona, Pethes Sándor és mások. Zenei rendező: Ruitner Sándor. Rendező: Cserés Miklós dr. A Magyar Rádió Szimfonikus Zenekarát Lehel György vezényelte, közreműködött a Földényi-kórus.
- Kemény Egon – Békés István: „Szabad szívek”. Regényes daljáték 2 részben. Bemutató: 1960. március 26. Kossuth Rádió. Történik: 1945-ben. Színhely: Debrecen. Főszereplő: Sándor Judit/Bánki Zsuzsa, Bende Zsolt/Benkő Gyula, Zentay Anna, Horváth Tivadar, Fónay Márta, Agárdi Gábor, Suka Sándor.
- Kemény Egon – Erdődy János: „A messzetűnt kedves” .Történelmi daljáték. Bemutató: 1965. május 22. Kossuth Rádió.Történik: 1791-ben, 1793-ban, 1827-ben. Színhely:  Debrecen; egy francia kisváros; Érmelléki szőlő. Szereplők: Fazekas Mihály – Simándy József/Darvas Iván, Pálóczi Horváth Ádám – Palócz László/Láng József, Ámeli – László Margit/Domján Edit, Julika – Andor Éva/Örkényi Éva. Zenei rendező: Ruitner Sándor. Rendezte: László Endre. A Magyar Rádió Szimfonikus Zenekarát Bródy Tamás vezényelte, közreműködött a Földényi kórus.

### Szimfonikus könnyűzene
A műveket a Magyar Rádióban a Magyar Rádió Szimfonikus Zenekara mutatta be.
- „Tündértánc” hangulatkép hegedű – zongorára; szalonötösre; szalonzenekarra (1940)
- „Színes ritmusok” jazz-foxtrott persiflage (1941)
- „Temptation” gordonkaszóló zongorakísérettel (1947)
- „Könnyűzene vonószenekarra” (1952)
- „Könnyűzene fúvósokra” (1954)
- „Keringő-rapszódia” hangversenykeringő (1952)
- „Könnyűzene szvit”, szvit nagyzenekarra 3 tételben (1954)
- „Tangó” (1954)
- „Könnyűzene gordonkára, hegedűre, zongorára nagyzenekari kísérettel" – szvit 4 tételben (1955)
- „A tavaszhoz” rapszódia zongorára és szimfonikus zenekarra (1957)
- „Romantikus rapszódia” zongorára és nagyzenekarra (1958)
- „Eső és napsütés” hangulatkép nagyzenekarra (1958)
- „Úttörővasút” hangulatkép szimfonikus zenekarra (1958)
- „Gyermekjátékok” szvit nagyzenekarra gyermekkarral (1961)
- „Különös dallam” (1965)
- „Ébred az erdő” karakterdarab, fúvószenekari szvit (1967)

### Nagyzenekari művek
- „Fantázia a ’Hullámzó Balaton’ c. népdalból” (1934)
- „Magyar szvit” nagyzenekari szvit 4 tételben (1934)
- „A Tisza” szimfonikus költemény (1935)
- „Délibáb” nagyzenekari népdalegyveleg (1935)
- „Díszpalotás” (Bihari-Lavotta) zenekari átdolgozás nagyzenekarra; zongorára (1935)
- „Rákóczi induló” nagyzenekari átdolgozás (1936)
- „Schönbrunni orgonák” nagyzenekari egyveleg a hangjátékból (1937)
- „Mesél az erdő” hangulatkép nagyzenekarra (1939)
- „Részletek a ’Fűszer és csemege” c. filmből” nagyzenekari egyveleg (1940)
- „Állatkerti séta” szvit nagyzenekarra és négy énekhangra (1949)

### Balett zene
- „Kis balettzene” keringő nagyzenekarra (1940)
- „Táncoló tavasz” (Pas de six) kis balettszvit (1941)

### Dalok, műdalok és megzenésített költemények
Kemény Egon első dalát (1937) sok szép előadás és siker követte. Legismertebbek a Kemény Egon – Kulinyi Ernő: „Három dal”  (1937), „Kemény Egon hat dala” (1940) és a „Kemény Egon dalok” (1946) című Rózsavölgyi és Társa Kiadó kottafüzeteiben is megjelent művei voltak. Népszerűségüket a jeles és híres énekesnők, énekesek  Basilides Mária, Farkas Ilonka, Warga Livia, Neményi Lili, Rácz Vali, Nagykovácsi Ilona, Gyurkovics Mária, Házy Erzsébet, Lehoczky Éva, Komlóssy Erzsébet, Székely Mihály, Rösler Endre, Koréh Endre, Melis György, Simándy József és mások kiváló előadása valamint kedveltségük folytán a rádióműsorokban elhangzott gyakoriságuk is fokozta.

Kemény Egon a Magyar Rádió (Budapest I.) – „Napló”, „Költők múzsái”, „Zenés antológia amerikai költők verseire”, „Zenés antológia angol költők verseire” és más – irodalmi műsor-sorozataiban elhangzott megzenésített költeményeit egyaránt dicsérte a kritika és minden új dalát fokozott érdeklődéssel várták a hallgatók.

„Kemény Egon a jeles zeneszerző megzenésítette Kosztolányi Dezső, Juhász Gyula és Falu Tamás hat dalát. Kitűnően alkalmazkodik a költemények hangulatához, a líra fájó és bensőséges hangját épp oly finom zenei eszközökkel fejezi ki, mint amilyen erővel csendíti meg a Kosztolányi-vers drámai izzását. "Kemény Egon hat dala" értékes nyeresége az új magyar dalirodalomnak. A hat dal a Rózsavölgyi cég ízléses kiadásában jelent meg.
8 órai újság, Színház rovat, 1940.”

### Dalciklusok – a Magyar Rádió mutatta be
- Kemény Egon – Képes Géza: Zengj új világ! Dalciklus, 1951 Gencsy Sári, Szabó Miklós, a Rádiózenekart Vincze Ottó vezényelte, közreműködött a Földényi kórus
- Kemény Egon – Romhányi József: "Vidám Balaton" (1951). Közreműködött: Gencsy Sári, Szabó Miklós, Bencze Miklós és a Földényi kórus. Az operai zenekart Vincze Ottó vezényelte
- Kemény Egon – Romhányi József: „Tavaszi ének”  Keringőciklus, 13’, 1951. Gyurkovics Mária és a Forrai-kórus, Rádiózenekar.
- Kemény Egon – Dalos László: „Tavasz a télben” (1952). Közreműködött: Gyurkovics Mária, Pogány László,  Andor Ilona Gyermekkara  és a Forrai kórus.  A Magyar Rádió Szimfonikus Zenekarát Polgár Tibor vezényelte.
- Kemény Egon – Dalos László – Képes Géza: „Őszi séta” (1952). Közreműködött: Lukács Margit – próza, Sándor Judit, Rösler Endre  Andor Ilona Gyermekkórusa.  A Magyar Rádió Szimfonikus Zenekarát Polgár Tibor vezényelte.

### Dalciklusok gyermekkarra zenekari kísérettel – a Magyar Rádió mutatta be
- „Játszótéren” (1959)  dalciklus gyermekkarra kamarazenekari kísérettel. A Magyar Rádió Gyermekkarát és a Magyar Rádió Kamarazenekarát Csányi László vezényelte.
- „Csillebérci fák alatt” (1962)  szvit gyermekkarra kamarazenekari kísérettel. A Magyar Rádió Gyermekkarát és a Magyar Rádió Kamarazenekarát Csányi László vezényelte.
- „Sétarepülés” (1965)  szvit gyermekkarra kamarazenekari kísérettel. Andor Ilona Gyermekkarát és a Magyar Rádió Kamarazenekarát Sebestyén András vezényelte.

### Sanzonok
Kemény Egon első sanzonját Budapesten, 1935-ben a Tarján bárban Saásdy Alice énekelte. 1937-1942 között Darvas Zsuzsa adta elő a Dubarry kávéházban, Rácz Vali a Parisette Kávéházban, Fellegi Teri a Taverna bárban lépett fel zenedarabjaival.
A Magyar Rádió számos sanzon-hangfelvételt készített műveiből, amelyek sikerét – mások mellett – Neményi Lili, Lukács Margit, Mezey Mária, Sennyei Vera, Psota Irén előadása és neve fémjelezte.

### Zenés rádiójátékainak bemutatói a Magyar Rádióban
- 1937 Kemény Egon – Kulinyi Ernő: "Schönbrunni orgonák”  – az első zenés hangjáték (daljáték) a Magyar Rádióban.

„Csortos Gyula új szerepe.
Csortos Gyula, a Nemzeti Színház kiváló művésze, aki már hosszabb ideje nem lépett fel új szerepben, legközelebb a rádió mikrofonja előtt alakít új szerepet: I. Ferenc József király és császár szerepét. Az illusztris művész játssza ugyanis a Schönbrunni orgonák, Kulinyi Ernő és Kemény Egon zenés hangjátékának a főszerepét a rádióban június 29-én este. Csortos Gyula mellett, aki az ötven éves Ferenc Józsefet alakítja, Tóth Böske játssza a hangjáték női főszerepét, egy híres bécsi színésznőt, Bilicsi Tivadar személyesíti Alexander Girardit, a nagy bécsi jellemszínészt és Várady Lajos a fiatal János Szalvátor főherceget. Leövey Leó, a Vígszínház művésze, Harsányi Gizi és egy gyermekszínésznő játszik még jelentősebb szerepet a Schönbrunni orgonákban, amelynek előadását Barsi Ödön rendezi és ifj. Stephanidesz Károly vezényli.”

- 1947 „Vízimalom” rádiójáték Juhász Gyula emlékezetére
- 1947 „Békebeli primadonna” zenés vígjáték 3 felvonásban, Kemény Egon – Thurzó Gábor – Kovách Aladár: "Békebeli primadonna" Főszerepben: Neményi Lili. Somló Sándor "Melódia"- szalonegyüttesében Kemény Egon zongorázott, Somló Sándor vezényelt.
- 1948 „Budapesti látomás” rádiójáték
- 1948 „Volt egyszer egy cukrászda Budán” rádiójáték
- 1948 „A kertész kutyája” rádiójáték, Írta: Lope de Vega, fordította: Gáspár Endre, rendezte: Cserés Miklós dr., szereplők: Diana Grófnő – Szörényi Éva, Teodoro – Ungvári László, Tristan – Ladányi Ferenc
- 1948 „Santa Cruz-i forgószél” rádiódráma, dal
- 1948 „A folyó varázsa”  rádiójáték
- 1948 „A zöld pokol” folytatásos rádiójáték
- 1949 „Az elrabolt asszony” rádiójáték (57 perc), Bemutató: 1949. január 16. Vidám zenés játék Boccaccio novellájából írta Bihari Klára. Zenéjét Romhányi József verseire Kemény Egon szerezte. Szereplők: Riccardo – Mányai Lajos, Bartolomea, a felesége – Komlós Juci, Paganino de Mare, a kalóz- Gábor Miklós, Bianca – Petress Zsuzsa. Zenei rendező: Járfás Tamás  Rendező: Rácz György.
- 1949 „Mandragora” rádiójáték, Macchiavelli színműve Fordította: Vidor Miklós, Rádióra alkalmazta: Székely Júlia, Zenéjét szerezte: Kemény Egon  Szereplők: Callimaco: Szakáts Miklós, Ligurie szolga: Ujlaki László, Nicia: Lengyel Vilmos, Lucrezia: Feleki Sári, Sostrára komorna: Szabó Margit, Timótheus barát: Gáti József  Közreműködik: Ányos Irén, Konkoly Gitta és Szabó Miklós (ének)  Rendező: Körmöczi László dr.
- 1949 „A név bajjal jár” vidám rádiójáték
- 1949 „Bulja Tárász házassága” rádiójáték
- 1949 „Az ész bajjal jár” vígjáték
- 1949 „Megállt az idő” rádiójáték
- 1949 „Dzsomárt szőnyege” mesejáték
- 1949 „Iván Iljics halála” rádiójáték. Lev Tolsztoj elbeszélése. Fordította: Trócsányi Zoltán. Írta: Székely Júlia. Zenéjét összeállította és részben szerezte: Kemény Egon. Szereplők: Ivan Iljics Golovin – Rátkai Márton, Golovina a felesége – Ladomerszky Margit. Rendező: Cserés Miklós dr.
- 1949 „Útravaló nélkül” folytatásos rádiójáték
- 1949 „Szabadlábon” rádiójáték, vígjáték
- 1949 „Egy menyecske két ura” vígjáték
- 1949 „Tavasz ég a szemekben” rádiójáték
- 1949 „A csúffá tett város” rádiójáték. Mark Twain novelláját rádióra alkalmazta Palasovszky Ödön. Zenéjét szerezte: Kemény Egon.
- 1949 „Az áruló” rádiódráma
- 1949 „A próféta szakálla” rádiójáték
- 1949 „Egy nap az üdülőben” bohózat
- 1949 „A hazug” rádiójáték
- 1949 „Wandelaar kapitány” rádiójáték, népmese
- 1949 „A kotnyelesek” rádiójáték
- 1949 „Állatkerti séta” rádiójáték. Versek: Devecseri Gábor
- 1950 „Álomkerti séta” zenés-verses mesejáték. Versek: Devecseri Gábor
- 1950 „Ványa, az ezred fia” („A Jenakiev legények”) hangjáték
- 1950 „Amerika hangja” színjáték
- 1950 „Zója” elbeszélő költemény
- 1950 „Utazás az Uralban” irodalmi útirajz
- 1950 „Tizenkilencen” rádiójáték, kísérőzene
- 1950 „Bem tábornok” rádiójáték
- 1950 „Krasznodomi hősök” („Ifjú gárda” I.) rádiójáték
- 1951 „Zászlók a város fölött” („Ifjú gárda” II.) rádiójáték
- 1951 „Tiszta szívvel” („Partizánok”) rádiójáték, kísérőzene
- 1951 „Kőművesek” – „Hej, te Duna”, dal
- 1952 „Mese az igazságról” („Zója”) rádiójáték
- 1952 „Összeomlás” rádiódráma
- 1953 „Bocskorosok” történelmi rádiódráma
- 1957 „Az elrabolt asszony” rádiójáték
- 1957 „A hódítás iskolája” rádiókomédia
- 1958 „Tűz van!” zenés vígjáték 3 felvonásban
- 1961 „A kotnyelesek” Molière vígjátéka

### Gyermekoperett, gyermekeknek komponált művei
Kemény Egon zenei pályája kezdetétől szeretettel fordult a gyermekek felé, először a Fővárosi Operettszínház színházi produkciói keretében:
- „Dörmögő Dömötör”. Gyermekelőadás, látványos operettrevü 3 felvonásban. Bemutató: 1928. november 17. Írta és rendezte: Beretvás Károly. Zenéjét részben szerezte: Lajtai Lajos.  Sarkadi Aladár felléptével továbbá Gábor Mara szubrett, Szécsi Hédi, Horváth Manci gyermekprimadonnák, Kürty Teréz, Mátray György, Gyenes Magda és mások (Esti Kurir, 1928. november 13.)  A táncokat Mátray György tanította be. Karmester: Kemény Egon.
- „A három jómadár”. Gyermekoperett (Fővárosi Művész Színház). Bemutató: 1929. december 3.  Írta és rendezte: Beretvás Károly. Zenéjét összeállította és szerezte: Kemény Egon.

„A gyermekdarab –újdonság felépítése teljesen újszerű, modern, pompás trükkökkel, boszorkányos táncokkal és szenzációs látványosságokkal…ragyogó díszletek és ruhák készültek.
Esti Kurir, 1929. december 3.”

  Szereplők: Sarkadi Aladár, és ismert hírességek, valamint a gyermekvilág kedvencei, mások mellett Gyenes Magda.  A táncokat betanította: Metzger Fini. Karmester: Kemény Egon
A Magyar Rádió felkérésére komponált művei közül a zenés hangjátékok is készültek gyermekeknek:
- „Dzsomart szőnyege” (1949) Mesejáték
- „Álomkerti séta” (1950) Zenés-verses mesejáték, Devecseri Gábor verse.

Emlékezetes sikerei voltak az iskolai életet megörökítő dalai is, amelyeket az akkori általános iskolák énekkarai közül szinte mindegyik előadott. Kottakiadványok (Zeneműkiadó), rádiófelvételek készültek, hanglemezen is megjelentek:
- „Menjünk az iskolába”
- „A mi osztályunk mindenütt az első”
- „A tanító néni”
- „Köszöntsük jó tanítónkat!”.

Legismertebb:
- „Kinyílott a pitypang” (Dalos László verse), 1952, amelyet először Petress Zsuzsa énekelt a Magyar Rádió felvételén, majd Andor Ilona Gyermekkarával is rádió- és lemezfelvétel készült.

Országos sikert aratott zenei körökben, a közönség kedvence volt – ma is ismert – hosszú évtizedeken át, a Magyar Rádió Gyermekkórusa (Botka Valéria, Csányi László) egyik sikerdarabjaként szerepelt külföldi turnéikon, csakúgy, mint a
- „Csillebérci fák alatt” c. szvit „Kukták dala” című tétele.

Óvodás dalocskái (Soltész Erzsi versei) közül – Forrai Katalin: „Ének az óvodában” zenei szerkesztésében évtizedeken át sok kiadást megértek – legismertebb az „Ispiláng” („Ünnepi csokor”), és a  „Búcsú az óvodától” című, előbbi a kötet legújabb kiadásaiban is szerepel.
```
Kemény Egon művei szerzői jogvédelem alatt állnak.
```

### Külföldi bemutatók
A "Valahol Délen" sikere a szovjet színházakban és a környező országokban (1957-től)
Bemutatók a Szovjetunióban:

„Magyar operett nagy sikere a Szovjetunióban.
Első ízben történt, hogy a Szovjetunióba meghívtak egy magyar „könnyűzene”-szerzőt: Kemény Egont.
…a "Valahol Délen”-t 1958-ban húsz szovjet operettszínház fogja bemutatni.
Esti Hírlap, 1957. december”

- Szverdlovszk – Szverdlovszki Zenés Komédia Színház, 1957. 06. 11. Rendező: Szinetár Miklós.
- Moszkva – Majakovszkij Színház, 1957. 11. 30. Rendező: Kukusov.
- Tallin – Észt Színház, 1958. 02. 11.
- Szentpétervár (Leningrád) – Szentpétervári Állami Zenés Komédia Színház, 1958. 03. 20. Rendező: A. Vinyer.
- Omszk, 1959. 01. 27.
- Novoszibirszk – Novoszibirszki Zenés Komédia Színház,  1959. 06. 03.  1961.12. 09. Rendező: O. Orlov.
- Odessza – Odesszai Akadémia Színház, 1959. 12. 24.
- Moszkva – Kreml Színház, 1960.
- Szeverszk – Szeverszki Musical Színház, 1960. 06.
- Habarovszk – Habarobszki Körzeti Zenés Színház, 1960.
- Irkutszk – Zenés Komédia Színház, 1961. 12. 09. Rendező: O. Orlov.
- Szverdlovszk – Szverdlovszki Zenés Komédia Színház, 1962 – részleteket adtak elő.

További bemutatók:
- Bratislava (Pozsony) – Nemzeti Színház,1958. 05.
- Bratislava (Pozsony) – Nová scéna, 1958.07.12.
- Kladno, 1958. 10. 18.
- Riga, 1958. november.
- Ploeşti, 1958. április.

### Filmzene
- „Szomorú csütörtök-víg vasárnap” (1936. július 5.) hangosfilm-szkeccs. Zeneszerző: Kemény Egon. Versek, dalszöveg: Harmath Imre. Írta: Királyhegyi Pál. Szereplők: Gombaszögi Ella, Keleti László, Pataky Jenő

„Budapesten hetekig szalad Harmath Imre „Szomorú csütörtök-víg vasárnap” című hangosfilm-szkeccse, melynek pompás kísérőzenéjét és a filmoperett összes divatos slágereit a Kassáról elkerült Kemény Egon írta. Kemény Egon ma a legjobb budapesti tánc- és dalszerzők között foglal helyet. „Szomorú csütörtök-víg vasárnap” legjobb sikerszáma a „Légy életem és halálom…” három nyelven készült el gramofonlemezre. Híres dala a „Ritka madár a szerelem”, melynek szövegét szintén Harmath Imre írta.
MAGYARUJSAG (1936)”

- „Fűszer és csemege” (1939)  Hangosfilm, irodalmi mű filmváltozata, Lévai film. Bemutató: 1940. január 29. Décsi Filmszínház (Budapest előkelő, elsőhetes premiermozija), Budapest, VI. Teréz krt. 30. Az akkori legmodernebb magyar mozi. Írta: Csathó Kálmán. Zene és versek: Kemény Egon. Főszereplők: Somlay Artur, Vizváry Mariska, Szörényi Éva, Jávor Pál, Dénes György, Hidvéghy Valéria, Petheő Attila, Bihary József, Földényi László, Tompa Sándor. Operatőr: Vass Károly. Díszlet: Kokas Klára. Rendezte: Ráthonyi Ákos.

„Kemény Egon filmzenéjének sikere
Szombaton megemlékeztünk a Fűszer és csemege című, új magyar filmről, amelyet Csathó Kálmán nagysikerű vígjátékából forgattak. A film melodikus zenéjét Kemény Egon, az ismert fiatal zeneszerző írta, aki ezzel a muzsikával mutatkozott be, mint filmzeneszerző. A Fűszer és csemege finom zenéjét a közönség elismerésessel és sok tapssal fogadta.
az Esti Ujság színháza, 1940. március 4.”

- Zenei vezető:
  - Rákóczi induló (1933)
- Magyar hangosfilm-hangszerelései:
  - Pesti mese (1937) – Nem bírok a bolond szívemmel..., Nem csókolnak Pesten könnyen...
  - Hotel Kikelet (1937) – Késő...
  - Pókháló ( 1936) – Álomországba gyere el velem...
  - Pusztai királykisasszony (1939) – Mit adhat nekünk az életünk...
  - Nem élhetek muzsikaszó nélkül  (1936) – Tudom, hogy visszavár..., Nem élhetek muzsikaszó nélkül...
  - Azur-Express (1938) – A jó pohár sör mellé sós kifli..., Nem kívánok semmi mást..., Egy édes...
  - Dunaparti randevú (1937) – Dunaparti randevú..., Június, Július, Augusztus...
  - Cifra nyomorúság (Úri világ) (1938) – Kegyedet ától cettig imádom..., Talán ma még...
  - A hölgy egy kissé bogaras  (1938) – A hölgy egy kissé bogaras...
- Felhasznált zene: Akik maradtak (2019)  Kemény Egon – B. Radó Lili: Derűvel, dallal… (részlet) Bemutató: Magyar Rádió, 1954. Tömegdal két szólamú gyermekkarra nagyzenekari kísérettel  A felvételen Andor Ilona Gyermekkara énekelt a Magyar Rádió hatvanegy tagú Szimfonikus Zenekarát Nagy Olivér vezényelte.  2019-ben az Oscar-díjra nevezett magyar filmben rövid részletet használtak fel az alkotók a zeneműből. Kemény Egon: „Gyermekjátékok” CD. (Válogatás a Magyar Rádió Archívumából) Szerenád Média Kft., 2019 www.kemenyegon.hu

## Diszkográfia
- Kemény Egon: Honolulu Lulu (1927, charleston), The Charleston Serenaders, Columbia
- Kemény Egon – Harmath Imre: Lulu (1928, charleston), Halmay Tibor a Király Színház tagja, Debreceni Kiss Lajos és cigányzenekara, HIS MASTRERS’S VOICE
- Kemény Egon – Harmath Imre: Sokadika van 1. rész (1928, foxtrot), Érczkövy László, a Városi Színház népszerű táncos komikusa, ETERNOLA
- Kemény Egon – Harmath Imre: Sokadika van 2. rész (1928, foxtrot), Érczkövy László, a Városi Színház népszerű táncos komikusa, ETERNOLA
- Kemény Egon – Harmath Imre: Békebeli baka nóta (1928, charleston), Érczkövy László, a Városi Színház népszerű táncos komikusa, ETERNOLA
- "Kikelet ucca 3" c. operettből (Bemutató: 1929. 04. 27. Fővárosi Operettszínház)
  - Kemény Egon – Harmath Imre: Hej, Kikelet ucca 3! (1929, foxtrot), Vig Miklós, Schachmeister Efim tánczenekara, POLYDOR
  - Kemény Egon – Harmath Imre: Nekem nem kell szerelem (1929, slowfox), Vig Miklós, Schachmeister Efim tánczenekara, POLYDOR
  - Kemény Egon – Harmath Imre: Konstantinápoly (1929, foxtrott), Vig Miklós, Schachmeister Efim tánczenekara, POLYDOR
  - Kemény Egon – Harmath Imre: Feketeszemű kis párom (1929, blues), Vig Miklós, Schachmeister Efim tánczenekara, POLYDOR
  - Kemény Egon – Harmath Imre: Pici piros, kicsi csókos szája (1929, slowfox), Vígh Miklós, Schachmeister Efim tánczenekara, POLYDOR
  - Kemény Egon – Harmath Imre: Malvin, ne húzza el a derekát (1929, charleston), Vig Miklós, Schachmeister Efim tánczenekara, POLYDOR
- „32-es baka vagyok én” c. operett, Nyári Operettszínház, 1929
  - Kemény Egon – Harmath Imre: Mert más a párja (1929, tangódal), Szedő Miklós dr., Dol Dauber jazz zenekara
- Kemény Egon – Harmath Imre: Ritka madár a szerelem (1935, angolkeringő), Dél Tommy, HIS MASTERS’S VOICE
- Kemény Egon – Harmath Imre: Ritka madár a szerelem (1935, angolkeringő), Sebő Miklós, Domina tánczenekar, KRISTÁLY
- Kemény Egon – Harmath Imre: Ritka madár a szerelem (1935, angolkeringő), Rózsa Annie, Damith-Mandits tánc zenekar, PÁTRIA
- Kemény Egon – Harmath Imre: Egyetlen szerelmesem (1936, tangó dal), Szedő Miklós dr., Damith-Mándits zenekar, PÁTRIA
- Szomorú csütörtök víg vasárnap című filmszkeccs, (Bemutató: 1937 nyarán, Royal Apollo filmszínház)
  - Kemény Egon – Harmath Imre: Légy életem és halálom (1937, tangódal), Szedő Miklós dr., Komor Géza Pátria Tánc-Zenekar, PÁTRIA
- Kemény Egon – Szécsén Mihály: Kedves Helén (1937, vidám foxtrot), Weygand Tibor, Buttola Ede Pátria-Swing Zenekara, PÁTRIA
- Kemény Egon – Szécsén Mihály: Megbocsájtom minden bűnöd (1938, tangódal), Fekete Pál, Radiola tánczenekar, RADIOLA
- Kemény Egon – Kellér Dezső: Álmaimban (1939, slow foxtrot), Kalmár Pál, Odeon tánczenekar, ODEON
- Kemény Egon – Kulinyi Ernő: Keresek egy leányt (1939, tangódal), Kalmár Pál, Odeon tánczenekar, ODEON
- Csathó Kálmán: "Fűszer és csemege" c. filmjéből (Bemutató: 1940.03.01. Décsi Filmszínház)
  - Kemény Egon: Mire vársz? (angolkeringő), Sebő Miklós, Odeon zenekar, ODEON
  - Kemény Egon: Rendez-vous-t kérek (slowfox), Sebő Miklós, Odeon zenekar, ODEON
- Kemény Egon – Ilniczky László: Nem megyek többé magához (1940, tangódal), Kalmár Pál, Odeon tánc zenekar, ODEON
- Kemény Egon – Ilniczky László: Nem megyek többé magához (1940, tangódal), Fekete Pál, Radiola tánc zenekar, RADIOLA
- Kemény Egon – Rákosi János: Kár volt, belátom (1940, dalkeringő), Kalmár Pál, Odeon tánc zenekar, ODEON
- Kemény Egon – Szécsén Mihály: Ma éjjel úgy zokog a gitárom (1941, olasz tangószerenád), Weygand Tibor, Odeon tánc zenekar, ODEON
- Kemény Egon – Rákosi János: Mondd meg nekem (1942, dalkeringő), Weygand Tibor, Odeon tánc zenekar, ODEON
- Kemény Egon – Rákosi János: Mondd meg nekem (1942, dalkeringő), Weygand Tibor, Chappy Tánczenekara
- Fekete lilom romantikus nagyoperett (Bemutató: Fővárosi Operettszínház, 1946. 12. 20.)
  - Kemény Egon – Halász Rudolf: Ma éjjel (1946, tangó dal), Karády Katalin, Durium zenekar, DURIUM PATRIA
  - Kemény Egon – Halász Rudolf: Bocsánatot kérek (1946, franciakeringő), Karády Katalin, Durium zenekar, DURIUM PATRIA
  - Kemény Egon – Halász Rudolf: Bocsánatot kérek (1947, franciakeringő), Lukácsy Margit, Martiny Lajos zenekara, ODEON
- Kemény Egon – Dr. Lantos Olivér: Tiszavirág a mi szerelmünk (1947, dal és slowfox), Dr. Lantos Olivér, Durium zenekar, DURIUM PATRIA
- Kemény Egon – Juhász Gyula: A tápai Krisztus (1939, megzenésített költemény), Palló Imre, a m. kir. Operaház örökös tagja, Radiola Szimfonikus Zenekar, RADIOLA
- Kemény Egon átirata: Rákóczi induló (1936, induló), Radics Géza 24 tagú Rajkó Zenekara, Mesterhang
- Kemény Egon – Rákosi János: Éjfélre jár (1948, lassú keringő), Pogány László, Darling zenekar, DARLING
- Talán a csillagok című rádióoperett (Bemutató: 1949.12.31.)
  - Kemény Egon – Romhányi József: Hópehely-keringő (1950, dalkeringő), Gencsy Sári, M.H.V. Kisegyüttese, M. H.V.
- Kemény Egon – Raics István: Sárga falevél (1951, dalkeringő), Kishegyi Árpád, M. H. V. Tánczenekar, MESTERHANG
- Kemény Egon – Romhányi József: Szél, könnyű szél (1951, dalkeringő), Vámosi János, MR tánczenekar
- Kemény Egon – Dalos László: Találkozzunk holnap a Moszkva téren! (1952, foxtrot), Putnoky Gábor, Rádió tánczenekara, Magyar Hanglemezgyártó Vállalat (M. H .V.)
- Kemény Egon – Dalos László: Találkozzunk holnap a Moszkva téren! (1952, foxtrot), Hollós Ilona, Rádió tánczenekara, M. H. V.
- Kemény Egon – Dalos László: Kinyílott a pitypang (1952, tömegdal), Magyar Rádió Gyermekkar, M. H. V. Kisegyüttese, vezényel Csányi László, M. H. V.
- Kemény Egon – Kristóf Károly: Boldog új élet (1951, dalkeringő, Boldog új évet), Kishegyi Árpád, MHV tánczenekara, M.H.V.
- Kemény Egon – Dalos László: Százszorszép a május (1953, lassú táncdal), HUNGAROTON
- Kemény Egon – Dalos László: Kinyílott a pitypang (1952, tömegdal), Magyar Rádió gyermekkar, Botka Valéria, 1962 Budapest Hanglemezgyár
- Kemény Egon – Soltész Erzsi: Köszöntsük jó tanítónkat! (1958, pedagógusnapi dal), Magyar Rádió és Televízió Gyermekkara, Csányi László, 1976 HUNGAROTON Harsan a kürtszó
- Kemény Egon – Dalos László: Kinyílott a pitypang (1952, tömegdal), Magyar Rádió és Televízió Gyermekkara, Csányi László, 1976 HUNGAROTON Harsan a kürtszó
- Kemény Egon – Halász Rudolf: Ma éjjel (1946, tangódal, Fekete liliom), Karády Katalin, Durium zenekar, 1982 Pepita Szívbajok ellen, kisasszony, szedjen tangót! LP
- Kemény Egon – Gaál Zsuzsa: Ha visszanézek (1957, sanzon), Mezey Mária, Rádiózenekar, Kerekes János, 1984 Qualiton Kártyaszerelem LP és kazetta
- Kemény Egon – Gaál Zsuzsa: Ha visszanézek (1957, sanzon), Mezey Mária, Rádiózenekar, Kerekes János, 1989 HUNGAROTON
- Kemény Egon – Gaál Zsuzsa: Ha visszanézek (1957, sanzon), Mezey Mária, Rádiózenekar, Kerekes János, 1998 HUNGAROTON Classic A szívemmel látlak (Cass, Comp, RE)
- Májusfa, az első rádióoperett (Bemutató: 1949.05.01. Magyar Rádió)
  - Kemény Egon – Romhányi József: Balaton-keringő 1990 Qualiton MTV Balaton, te kedves, öreg tenger
- Kemény Egon – Ambrózy Ágoston: Komáromi farsang (1955, rádiódaljáték) részlet, Házy Erzsébet, Ilosfalvy Róbert, Magyar Rádió Szimfonikus Zenekara, Lehel György 2000 Magyar Rádió Zenés Színház az éterben
- Kemény Egon – Halász Rudolf: Ma éjjel… (1946, tangódal, Fekete liliom), Karády Katalin, Durium zenekar 2003 Rózsavölgyi és Társa Karády-összes
- Kemény Egon – Dalos László: Hóember (részlet a Tavasz a télben című dalciklusból, 1952), ismeretlen előadó 2006 Sony Zeneovi Téli ünnep
- Kemény Egon – Halász Rudolf: Ma éjjel… (1946, tangódal, Fekete liliom), Szalóki Ági, 2008 FolkEurópa Kiadó A vágy muzsikál. Karády dalok
- Kemény Egon – Ignácz Rózsa – Soós László – Ambrózy Ágoston: Hatvani diákjai (1955, rádiódaljáték, Magyar Rádió), 2019 Breaston & Lynch Média CD dupla-album
- Kemény Egon – Gál György Sándor – Erdődy János: Komáromi farsang (1959, rádiódaljáték, Magyar Rádió), 2019 Breaston & Lynch Média CD dupla-album
- Kemény Egon: Gyermekjátékok (Válogatás a Magyar Rádió Archívumából), 2019 Szerenád Média Kft. CD
- Kemény Egon: Ma éjjel (Válogatás az Országos Széchényi Könyvtár Kemény Egon-gramofonfelvételeiből 1927-1947), 2021 Szerenád Média Kft. CD
- Kemény Egon: Keringő rapszódia (Válogatás Kemény Egon nagyzenekari műveiből, Magyar Rádió Szimfonikus Zenekara), 2022 Szerenád Média Kft. CD

ZENEI ÖSSZEÁLLÍTÓ: KEMÉNY EGON
- BUDAPEST TANGÓT TÁNCOL! 1. rész (összeállította: KEMÉNY EGON) (Pármai ibolya – Azt álmodtam – Sötét a Volga – Mondd miért szerettél – Meseáruház – Jó volna boldog lenni) Szedő Miklós dr., Komor Géza Pátria Tánc Zenekar, 1936 PÁTRIA
- BUDAPEST TANGÓT TÁNCOL! 2. rész (összeállította: KEMÉNY EGON) (Pardon szép asszonyom – Tiltsa meg (Regentropfen) – Drágaságom – Haváji lány) Szedő Miklós dr., Komor Géza Pátria Tánc Zenekar, 1936 PÁTRIA

## Emlékezete
- 2005 – 100. születésnapja tiszteletére Ruitner Sándor dramaturg, zenei rendező Schubert Ferenc szerkesztésével két részes emlékműsort készített, amelyet a Magyar Rádió a „Hatvani diákjai” című daljáték teljes felvételének lejátszásával együtt tűzött műsorra.
- 2012 decembere óta a Dankó Rádió „Túl az Óperencián” című műsora (2012. december – 2020., január óta ismétlésben) Nagy Ibolya felelősszerkesztő-műsorvezető összeállításában sugároz részleteket Kemény Egon műveiből.
- 2013 júliusában „Kemény Egon-emlékhét” címmel Nagy Ibolya szerkesztő-műsorvezető rádiófelvételek sugárzásával idézte fel és mutatta be a rádióhallgatók fiatalabb generációinak is a Dankó Rádióban a közönség körében évtizedeken át kedvelt, népszerű, jelentős zenei tekintélyű ám az utóbbi évtizedek alatt ritkábban játszott zeneszerző életművét, a hét vendége a zeneszerző lánya, Kemény Anna Mária volt.
- 2015. július 23. Kemény Egonra emlékezünk Archiválva 2021. december 1-i dátummal a Wayback Machine-ben Dankó Rádió „Túl az Óperencián” című műsora Nagy Ibolya szerkesztő-műsorvezető műsora.
- 2016. szeptember 10. Fórum – Kemény Egon zeneszerző (Wien, 1905 – Budapest, 1969) (smaragd, 2016. 09. 10. – smaragd, 2022. 07. 12.)
- 2018 – "A zeneszerző: KEMÉNY EGON" YouTube csatorna indult Kemény Egon életműve bemutatásához.
- 2019. február Kemény Egon kétszeres Erkel Ferenc-díjas zeneszerző halálának 50. évfordulója esztendejében CD-újdonságként jelentek meg – KEMÉNY EGON ÉLETMŰVE válogatás CD-sorozat 2019, CD1, CD2 – a  "Hatvani diákjai" és a  "Komáromi farsang" című daljátékai eredeti rádió-hangfelvételeinek (1955, 1957) digitalizált (2019) dupla-albumai. kemenyegon.hu
- 2019. március – XVII. Lavotta Napok, Kemény Anna Mária előadása a "Komáromi farsang" című daljátékról a Lavotta-házban, Sátoraljaújhelyen.
- CRITIKAI LAPOK 2019 03-04 FITTLER KATALIN: Hanghordozóváltás: Kemény Egon két rádiós daljátéka CD-albumokban
- ZENÉJÉT SZERZETTE: KEMÉNY EGON – PANORÁMA VILÁGKLUB PANORÁMA MAGAZIN, 2019/2. LAPSZÁM
- 2019. július 22 – 28. „Kemény Egon – emlékhét” Archiválva 2019. augusztus 4-i dátummal a Wayback Machine-ben halálának 50. évfordulójára. Dankó Rádió, "Túl az Óperencián" Nagy Ibolya felelősszerkesztő-műsorvezető műsora, vendég: Kemény Anna Mária, a zeneszerző lánya.
- dal + szerző 2019/3: Egy bájos ember Kemény Egon | (1905-1969)
- 2019. október 13. Megemlékezés Kemény Egon születésnapjáról. Dankó Rádió, "Túl az Óperencián" Nagy Ibolya felelősszerkesztő-műsorvezető műsora.
- 2019. december 4. KEMÉNY EGON: "Gyermekjátékok" CD – KEMÉNY EGON ÉLETMŰVE válogatás CD-sorozat 2019, CD3 – Bemutató: Gregor József Általános Iskola, Budapest, XVII. ker.
- 2019. december PARLANDO 60 – 2019. 6. szám, Kemény Anna Mária: Nem csak a XX. század közönségének komponált. Emlékezés Kemény Egon kétszeres Erkel Ferenc-díjas zeneszerzőre
- 2020. január PARLANDO 61 – 2020. 1. szám, Fittler Katalin: GYERMEKJÁTÉKOK – nemcsak gyerekeknek
- 2020. január 26. DUNA TV Hogy volt?! Ábrahám Pál. Meghívott vendég: Kemény Anna Mária, Kemény Egon és Ábrahám Pál művészbarátsága, zenei együttműködése
- 2020. május PARLANDO 61 – 2020. 4. szám "Köszöntsük jó tanítónkat", Pedagógus-napra.
- 2020. július 23-24. Kemény Egon kétszeres Erkel Ferenc-díjas zeneszerző emlékműsora. A Dankó Rádió „Az a szép” című programjában Erdélyi Claudia szerkesztő-műsorvezető két egymást követő műsor teljes egészében Kemény Egon műveinek rádiófelvételeiből válogatott és életművét ismertette.
- 2020. október 2-3. Sátoraljaújhely – Tállya. Lavotta János halálának bicentenáriumán emlékére rendezett zenetudományi konferencia: „Magyar zenetörténeti kérdések Lavottán innen és túl…” Kemény Anna Mária előadása: "Lavotta János alakja a Komáromi farsang című daljátékban".
- 2020. október 13. Kemény Egon születésnapi évfordulóján, emlékműsor a Dankó Rádió "Az a szép című" programjában. Szerkesztő-műsorvezető: Erdélyi Claudia.
- 2020. november 19. DUNA TV Ridikül – Legendák nyomában Meghívott vendég: Kemény Anna Mária, édesapja életművét elevenítette föl
- 2021. január PARLANDO 62 – 2021. 1. szám Kemény Anna Mária két írása, Kemény Egon és Simándy József művészbarátsága
- 2021. január  Kemény Anna Mária: Kemény Egon zeneszerző emlékoldala
- 2021. január 27. A mosoly muzsikusai! Beszélgetés Kemény Anna Máriával, Kemény Egon zeneszerző lányával. Nagy Ibolya énekesnő YouTube csatornája
- 2021. június 2. Kemény Egon kétszeres Erkel Ferenc-díjas zeneszerző születésének 115. évfordulója alkalmából jelent meg a KEMÉNY EGON ÉLETMŰVE válogatás CD-sorozat negyedik albuma: Kemény Egon: Ma éjjel (Válogatás az Országos Széchényi Könyvtár Kemény Egon-gramofonfelvételeiből 1927-1947) OSZK sajtóközlemény: http://www.oszk.hu/hirek/kemeny-egon-kompaktlemez; https://kemenyegon.hu/ma-ejjel
- 2022. június 21. KEMÉNY EGON ÉLETMŰVE válogatás CD-sorozat ötödik albuma: Kemény Egon: Keringő rapszódia. Nagyzenekari művek, válogatás a Magyar Rádió felvételeiből.
- 2022. június 21. – CD bemutató: Keringő rapszódia
- 2022. szeptember 17.  – CD bemutató: Ma éjjel
- 2022. június publikáció: https://papageno.hu/blogok/te_csak_hallgass/2022/06/kemeny-egon-eletmuvet-bemutato-cd-sorozat-jelent-meg/
- 2022. december publikáció: https://papageno.hu/intermezzo/2022/12/kemeny-egon-beerkezett/
- 2024. július publikáció: https://papageno.hu/zene/2024/07/eletet-a-zeneszerzes-toltotte-be-kemeny-egonra-emlekezunk/
- 2025 Kemény Egon tiszteletére születésének 120. évfordulója alkalmából létrejött a Kemény Egon zeneszerző Alapítvány. Kurátor: Kemény Anna Mária